# Делийские ворота (Лахор)
Делийские ворота (англ. Delhi Gate) — одни из наиболее известных ворот Лахора.

## История
Возведены по приказу третьего падишаха Индии из династии Великих Моголов, Акбара. Расположены в восточной части исторического центра города. Обращены в сторону Дели, столицы империи. В период средневековья в районе ворот сосредотачивалось основное городское движение. Слева от ворот находится купальня, построенная по проекту Хакима Иммудина в могольском стиле и предназначавшаяся для членов семьи падишаха.
После вхождения Лахора в состав Британской Индии ворота и прилегавшие к ним здания были полностью уничтожены. В настоящее время их развалины находятся на расстоянии 1 км от современного монумента.

## Положение ворот
За воротами располагается ряд исторических зданий, старых улиц и торговые ряды. В нескольких метрах от ворот находится мечеть Вазир Хана.
Во внутренней части ворот расположено стилизованное под старину здание, в котором находится частная школа для девочек, а также ряд старых хавалий (огромных зданий), повергающих туристов в состояние полного изумления.

## Торговля
Недалеко от Делийских ворот торгуют тканями. Внутри ворот находится индуистское место поклонения «Шавала Баба Бхакар Гуру». Также напротив находится рынок Ланда, где по очень дешёвым ценам продаются наряды из вторично переработанного сырья. Интересно, что в ряде случаев они в более лучшем состоянии, нежели сшитые из совершенно новых тканей.